# Denaro (unità di misura)
Il denaro o danaro (abbreviato den) è un'unità di misura per la densità lineare corrispondente a 1 grammo ogni 9 chilometri, quindi corrisponde a un nono di tex:
{\displaystyle 1\mathrm {den} ={\frac {1\mathrm {g} }{9\,\mathrm {km} }}={\frac {1}{9}}\mathrm {tex} }
Viene utilizzato in campo tessile per la titolazione delle fibre tessili.